# Gilet rouge

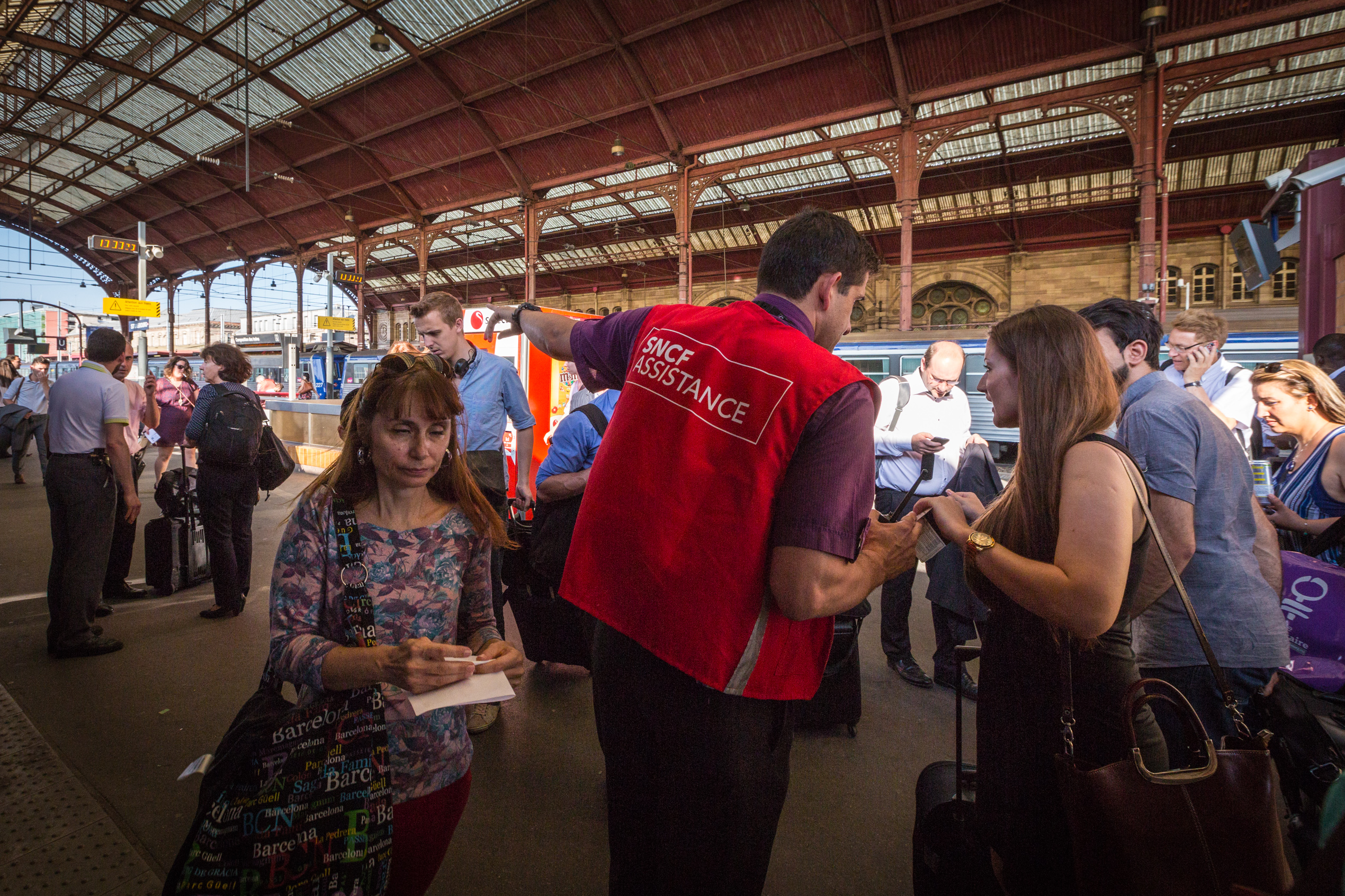
Gilets rouges en gare de Strasbourg, le 12 juin 2014.

Les gilets rouges sont, en France, les personnels chargés de répondre aux questions et d’orienter les usagers de la SNCF lors de périodes de grande affluence dans les gares ferroviaires, notamment lors des grands départs des vacances scolaires. Ils interviennent également à l'occasion d’incidents majeurs inopinés ou lors de travaux sur les infrastructures occasionnant des perturbations de circulation importantes,. Ils peuvent aussi être présents lors des périodes de conflit social.
Ce service existe depuis le 29 juin 1995.

## Personnels
Il y a deux catégories de Gilets rouges : les personnels de la SNCF et les employés d'une entreprise de service.
Les agents de la SNCF qui officient en tant que Gilets rouges qui sont des agents volontaires de tous les services de l'entreprise et qui ne sont en général pas régulièrement en contact avec le public. On parle alors de « Volontaires de l'information ».
Les autres Gilets rouges, sont des salariés d'une entreprise de service en contrat avec la SNCF et qui met à disposition ces derniers sur demande. Actuellement, c'est l'entreprise spécialisée City-One qui détient le contrat.